# Івановка (Спас-Деменський район)
Івановка (рос. Ивановка) — присілок в Спас-Деменському районі Калузької області Російської Федерації.
Населення становить 13 осіб. Входить до складу муніципального утворення Село Любунь.

## Історія
Від 2004 року входить до складу муніципального утворення Село Любунь

## Населення
| 2002 | 2007 | 2010 |
| ---- | ---- | ---- |
| 4    | ↗10  | ↗13  |